# قطعنامه ۳۴ شورای امنیت
قطعنامه ۳۴ شورای امنیت سازمان ملل متحد که در تاریخ ۱۵ سپتامبر ۱۹۴۷ تصویب شد، سندی بین‌المللی دربارهٔ مسئلهٔ اشغال یونان توسط بریتانیا است. این قطعنامه طی نشست ۲۰۲ام با ۹ موافق، ۰ مخالف و ۲ ممتنع تصویب شد.